# Делфини су сисари
Делфини су сисари је српски кратки филм из 1997. године. Режију је као дипломски рад урадио Владимир Паскаљевић, који је написао и сценарио по приповеци Филипа Рота „Преобраћење Јевреја“.